# جرطقي
الجرطقي (لفظ أصله فارسي يعني حرفيًا "وجود أربعة أقواس")هي وحدة معمارية تتكون من أربعة أقواس أسطوانية وقبة.

## التاريخ
كان الجرطقي عنصرًا بارزًا في العمارة الإيرانية، وله وظائف متنوعة، ويُستخدم في السياقات الدينية والدنيوية على مدى 1500 عام، ويبدو أن أول ظهور له قد طُوّر في مدينة غور الساسانية (فيروز آباد) عام 210 ميلاديًا على يد الملك أردشير الأول. ويُعدّ قصر شابور الأول في بيشابور، الموجود أيضًا في فارس، أكبر مثال على الجرطقي. لقد نجت العديد من الزخارف التي تعود إلى ما قبل الإسلام، ولكنها عادة ما تكون الهيكل الوحيد الباقي من مجمع أكبر بكثير بسبب أن الإيرانيين أهملوا هذه المباني بعد اعتنقاهم الإسلام واعتمدوا هيكل الجرطقي في العمارة الإسلامية.

المفهوم ذو الصلة هو للجرطقي هو الجهرقبي (بالفارسية: چهارقاپو).

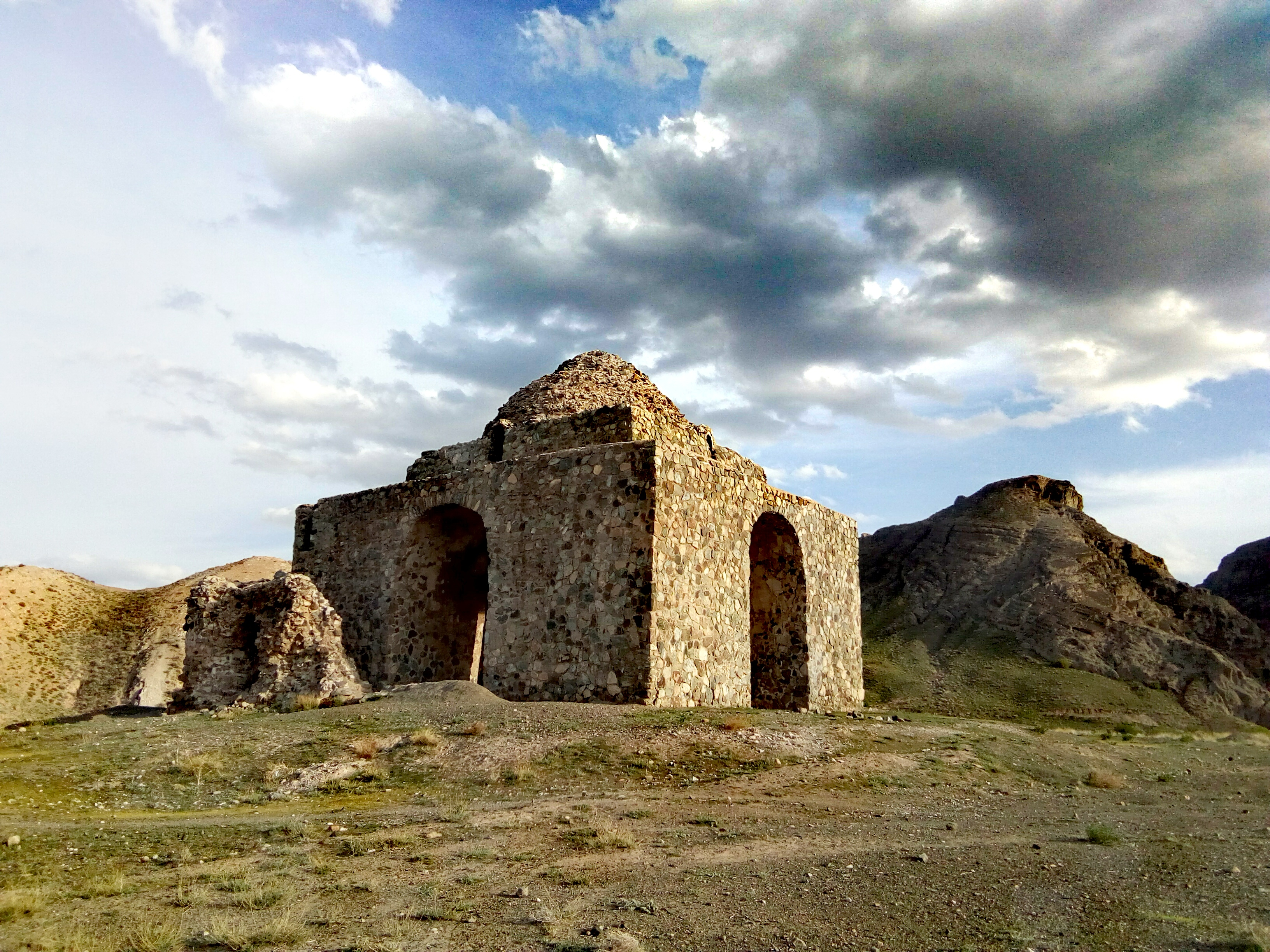
معبد النار باز هور، العصر الأرشكي
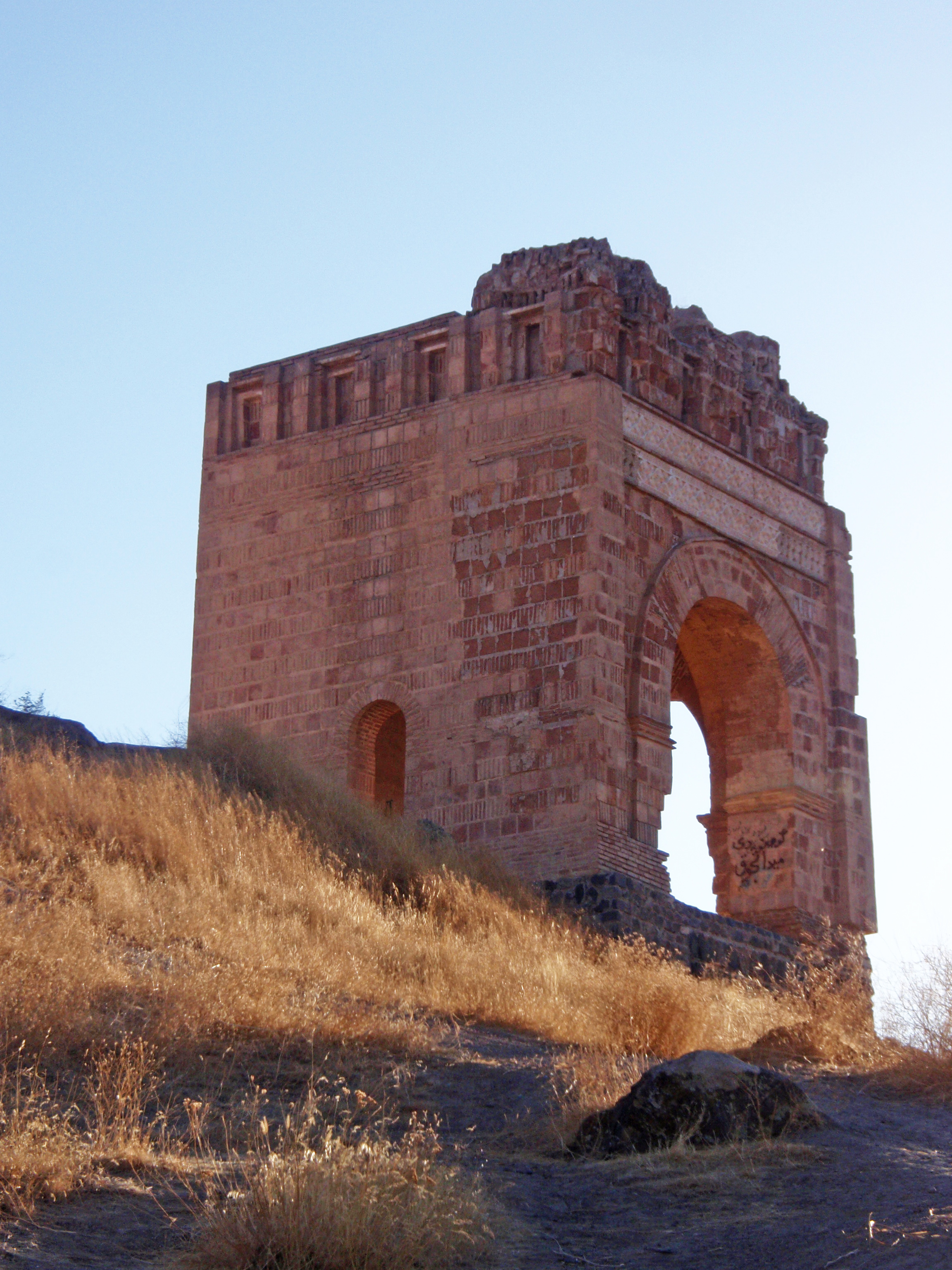
الجرطقي من قلعة الضحاك ، العصر الأرشكي
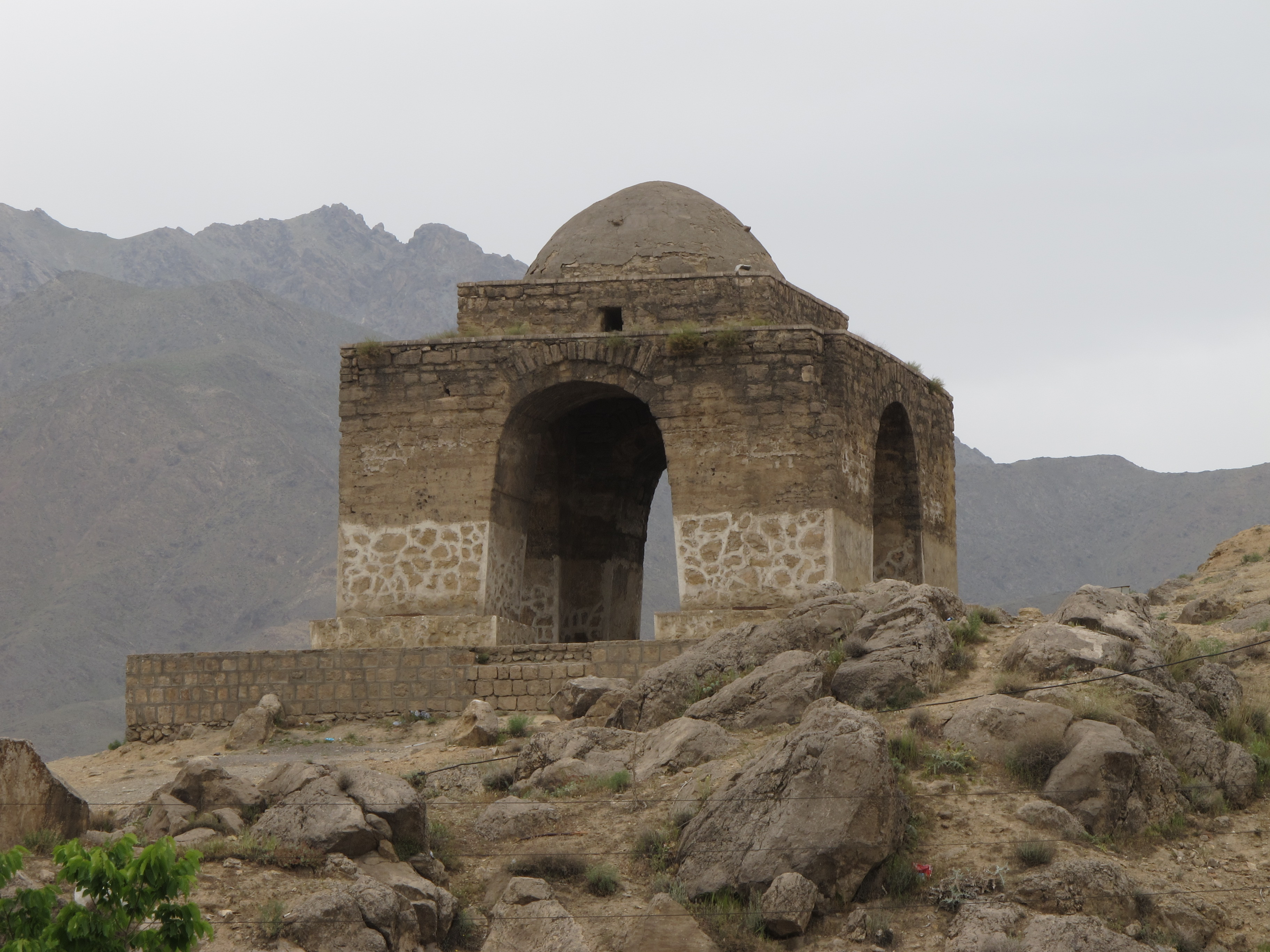
الجرطقي نياسر في نياسر، كاشان، إيران. العصر الأرشكي المتأخر أو العصر الساساني المبكر. وهو أحد المخطوطات القليلة السليمة.
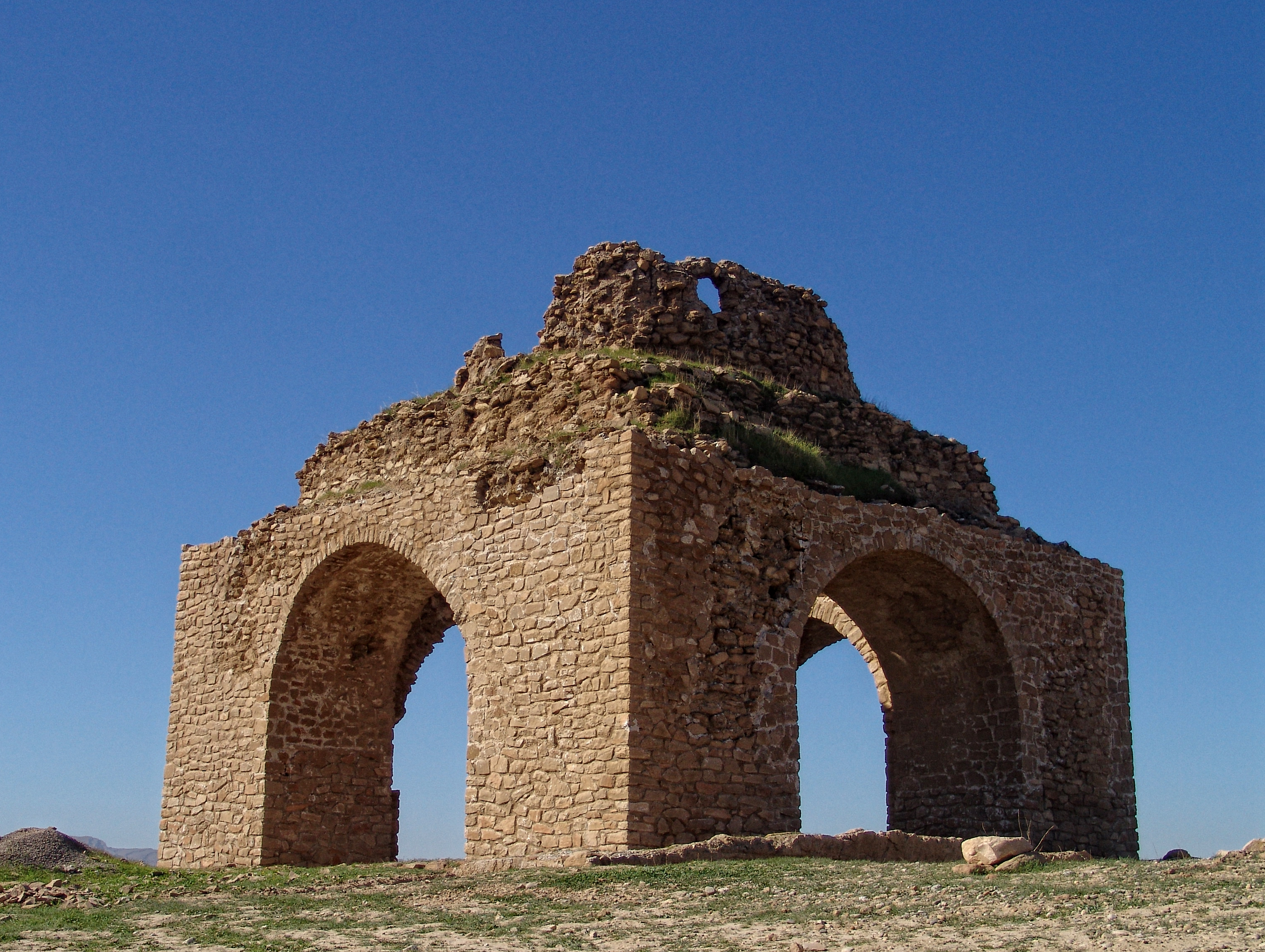
الجرطقي من خيراباد، الفترة الساسانية
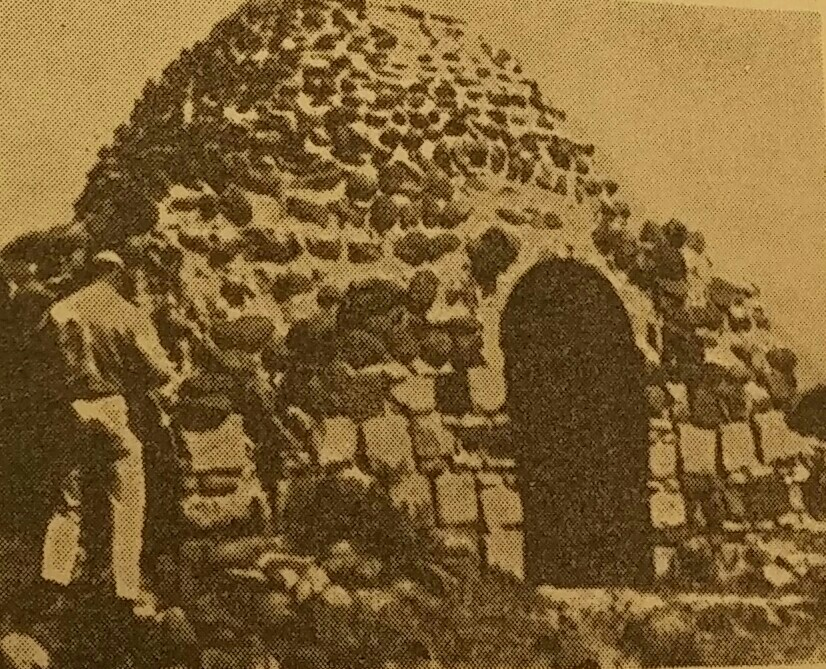
(الجرطقي في سراب، محافظة أذربيجان الشرقية). الفترة الساسانية
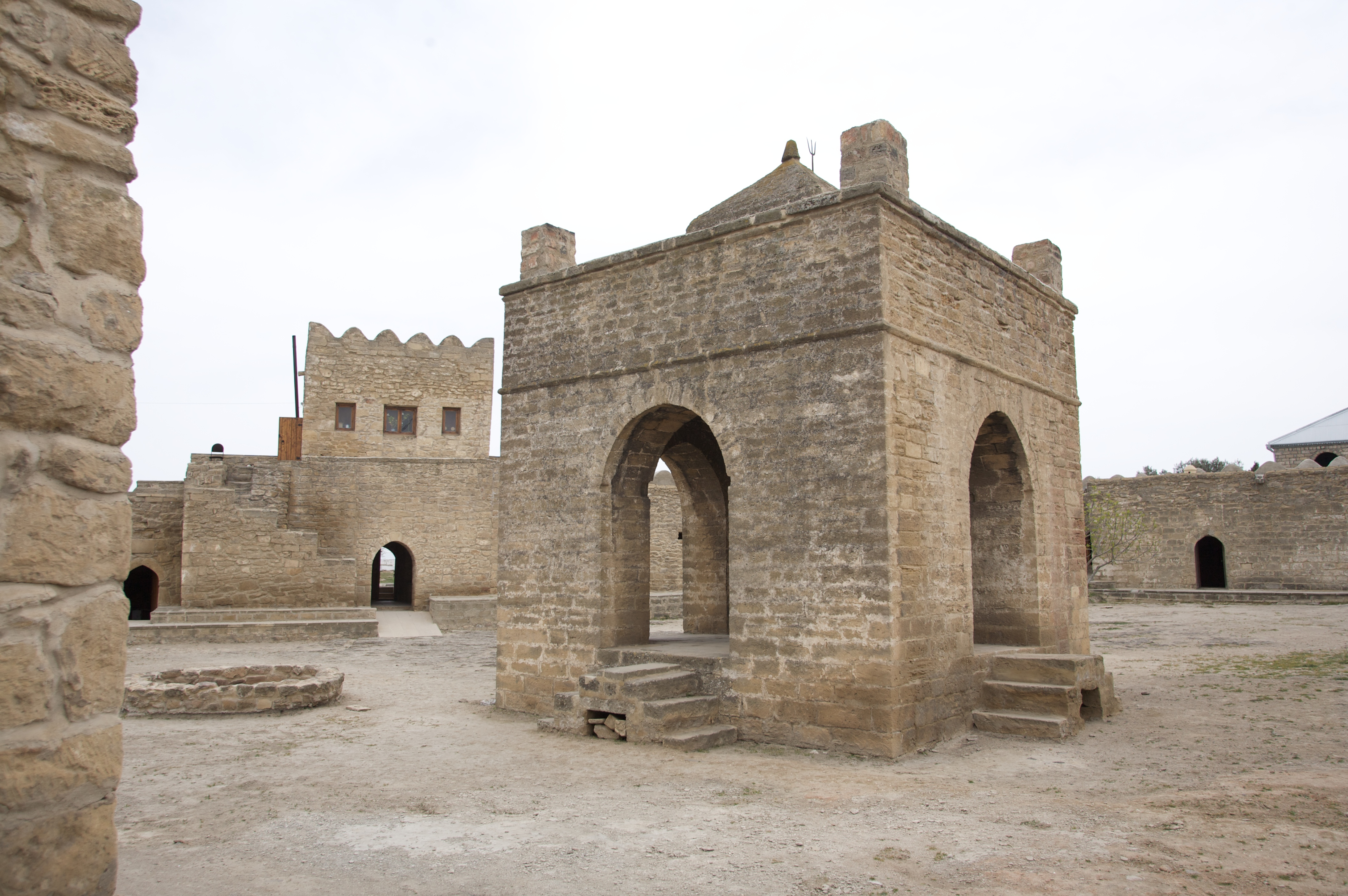
آتشغاه باكو. كانت العديد من جراطقة ما قبل الإسلام جزءًا من معبد نار.
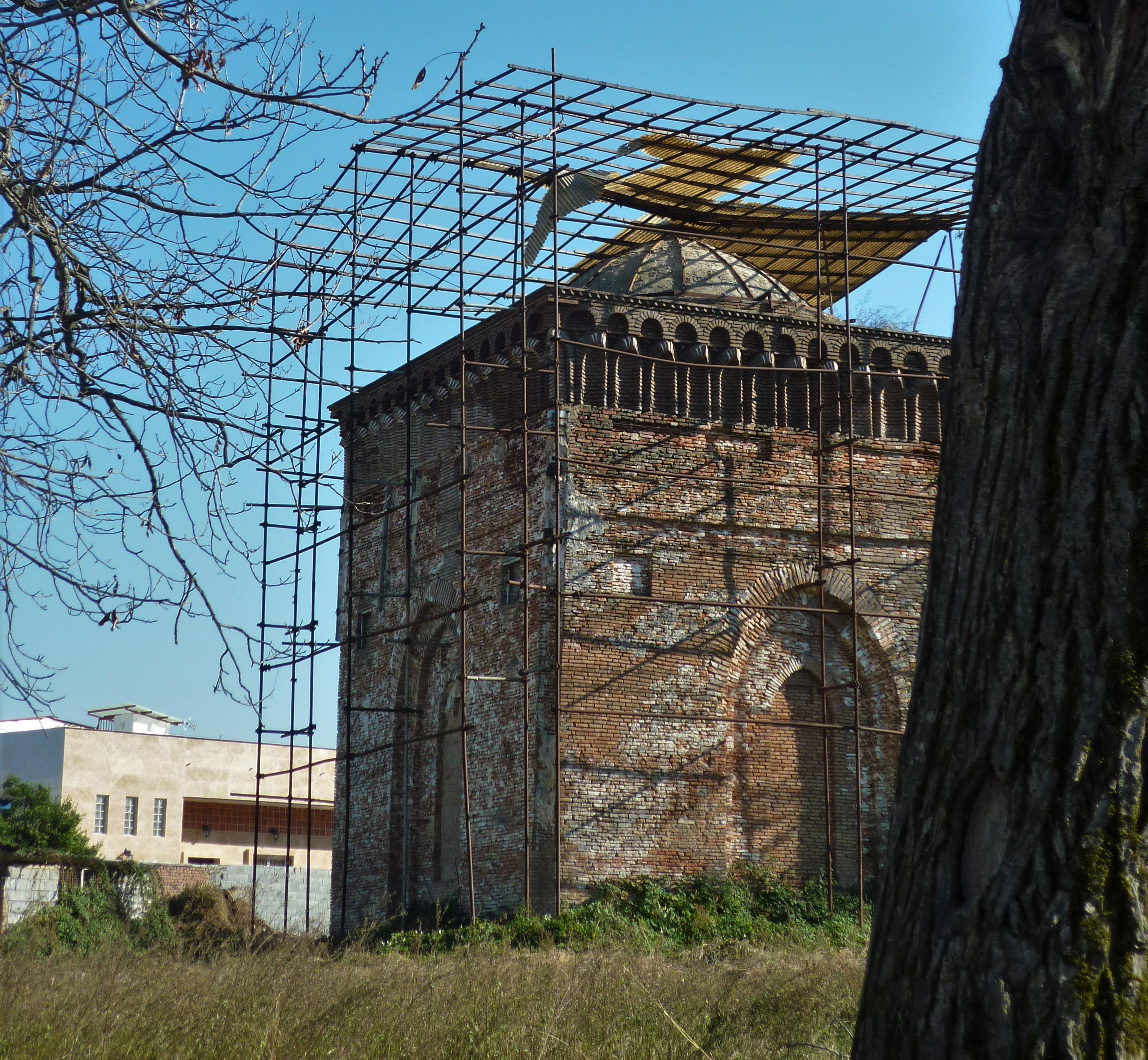
معبد النار أمول
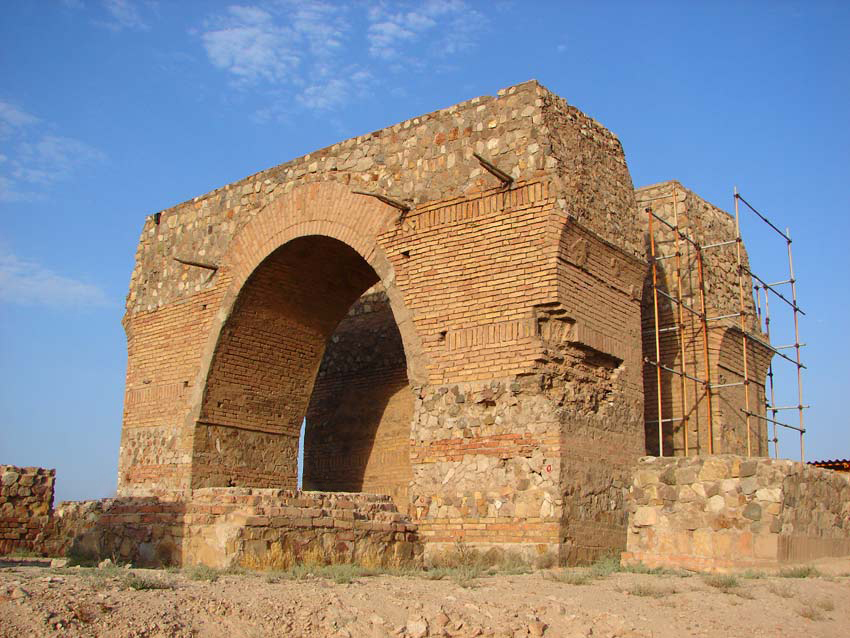
معبد النار بهرام
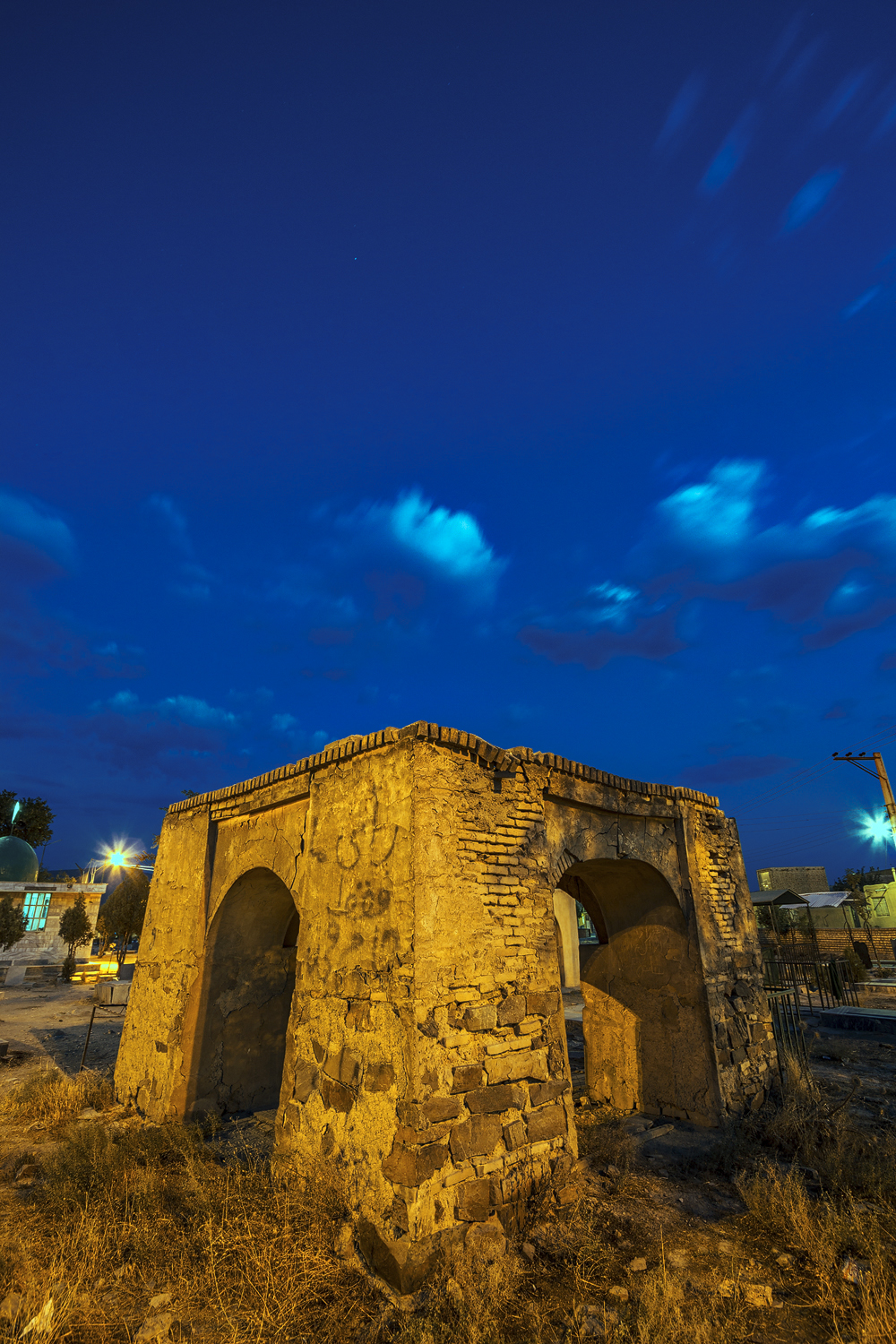
الجرطقي كارشان
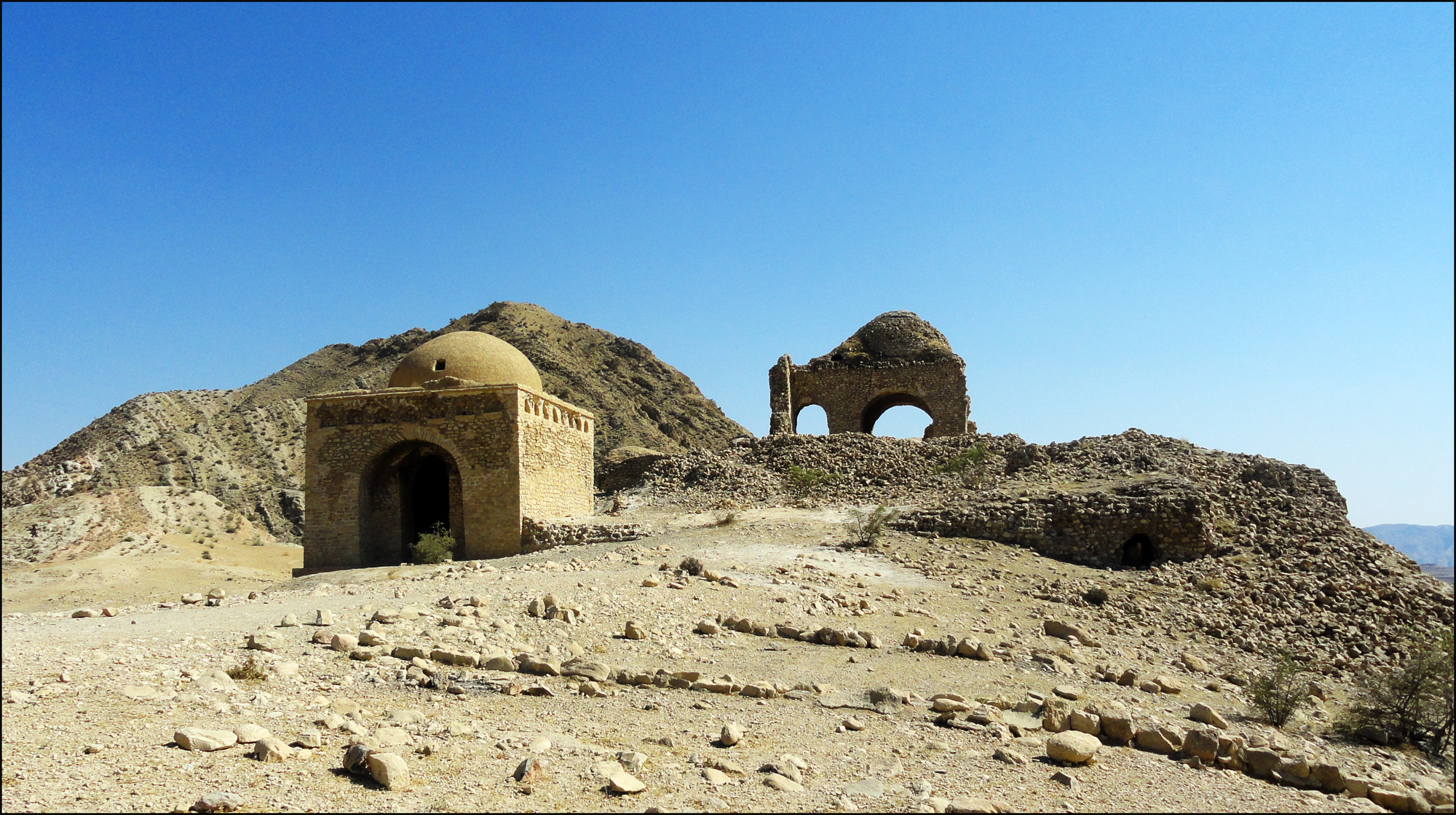
الجرطقي من كونارسيا
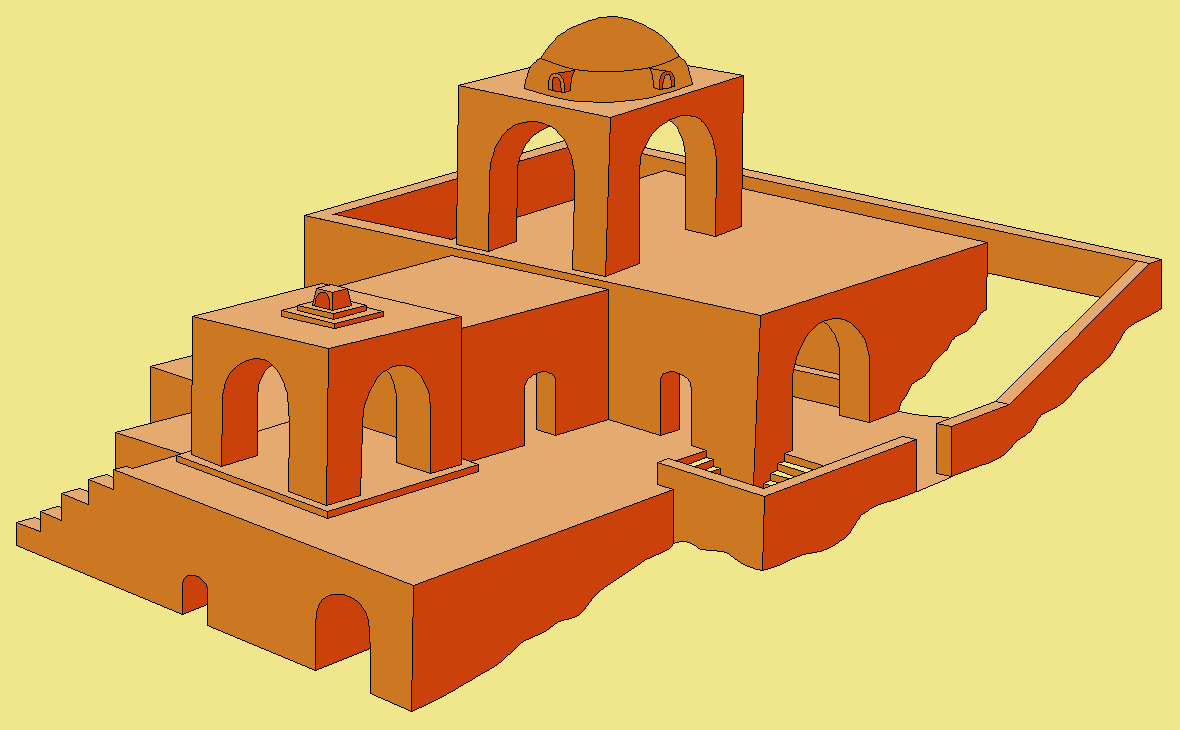
الجرطقي على قمة معبد النار هارباك في أبيانة
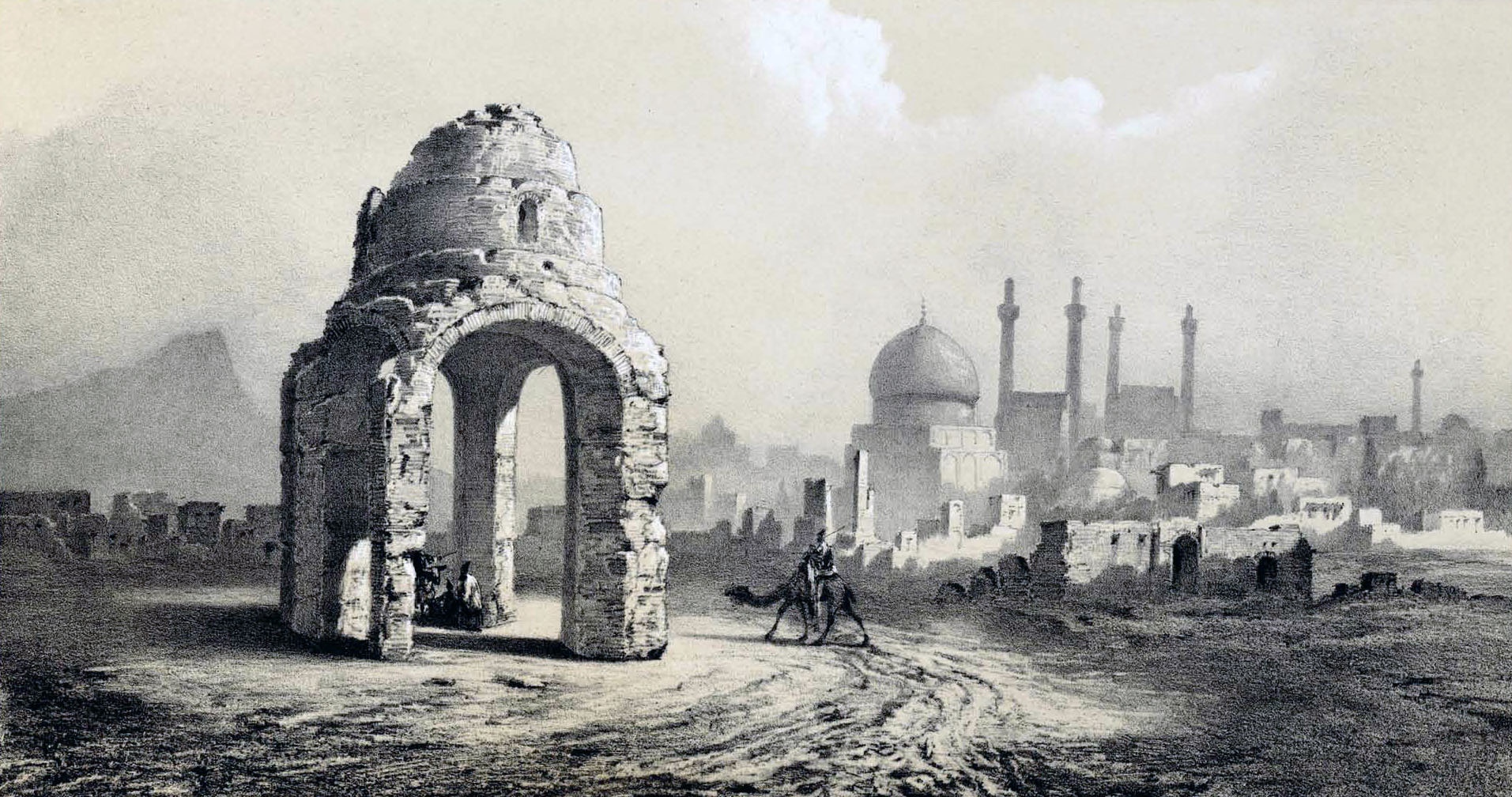
الجرطقي كضريح صغير، بداخله قبر، بالقرب من أصفهان، رسم يوجين فلاندين عام 1840
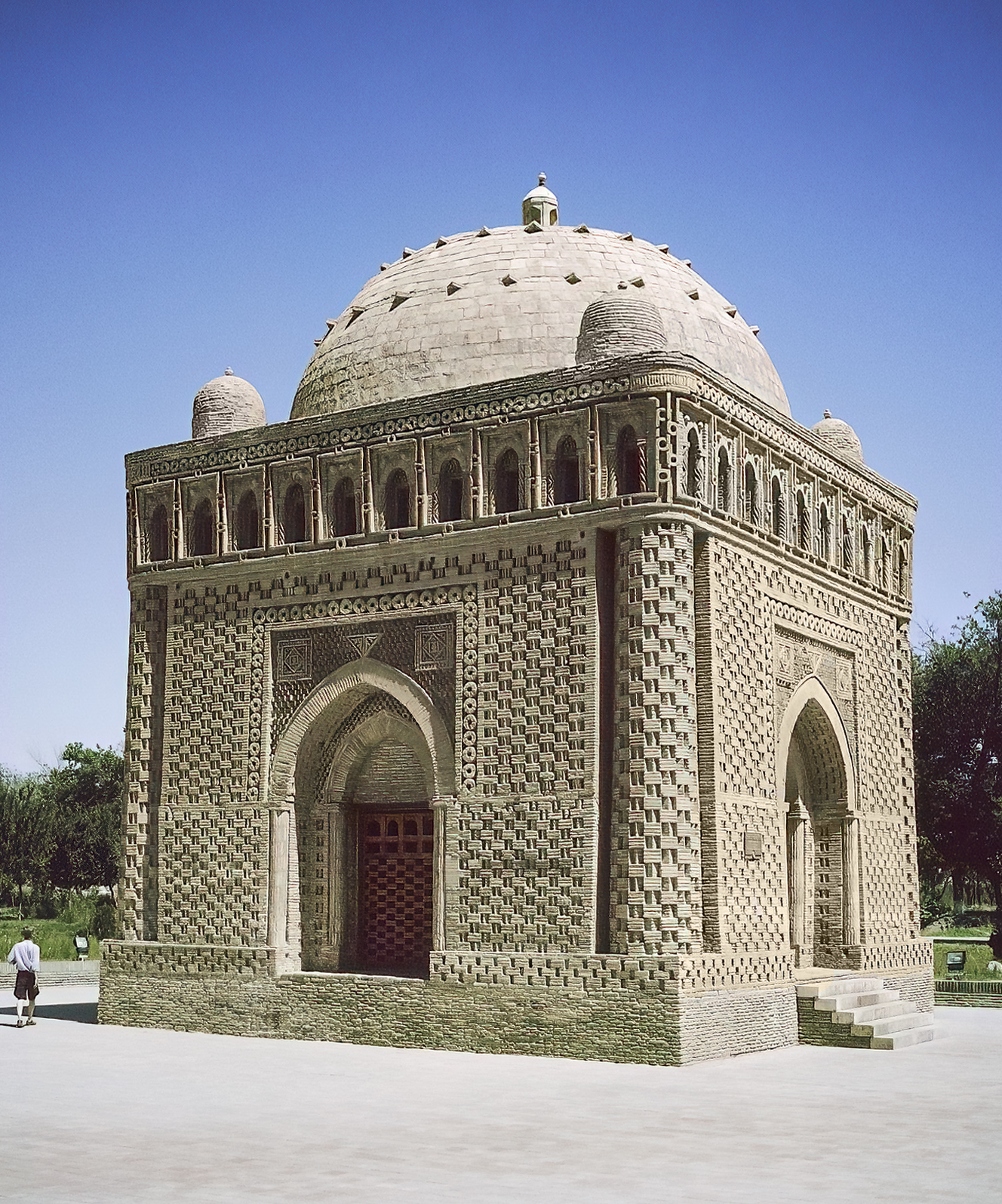
ضريح السامانيين
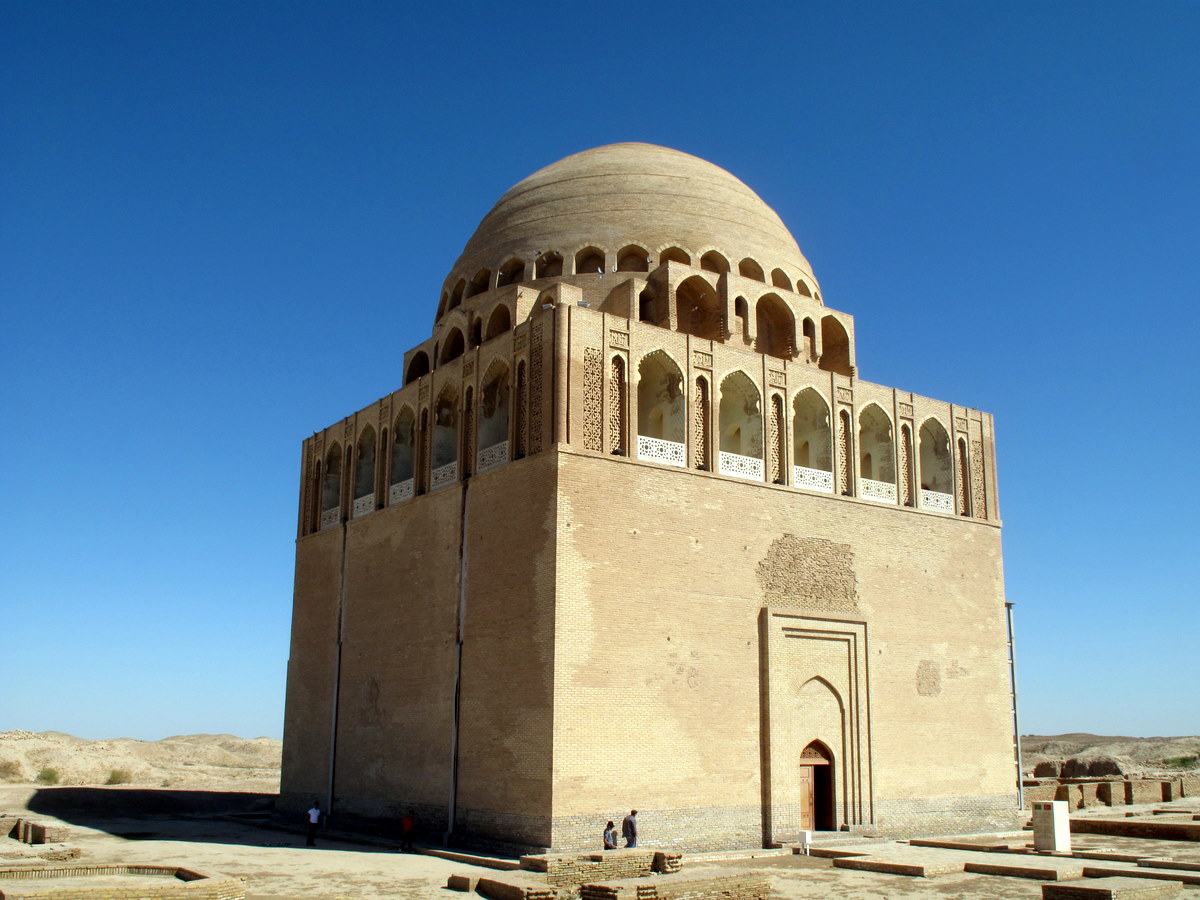
قبر أحمد سنجر
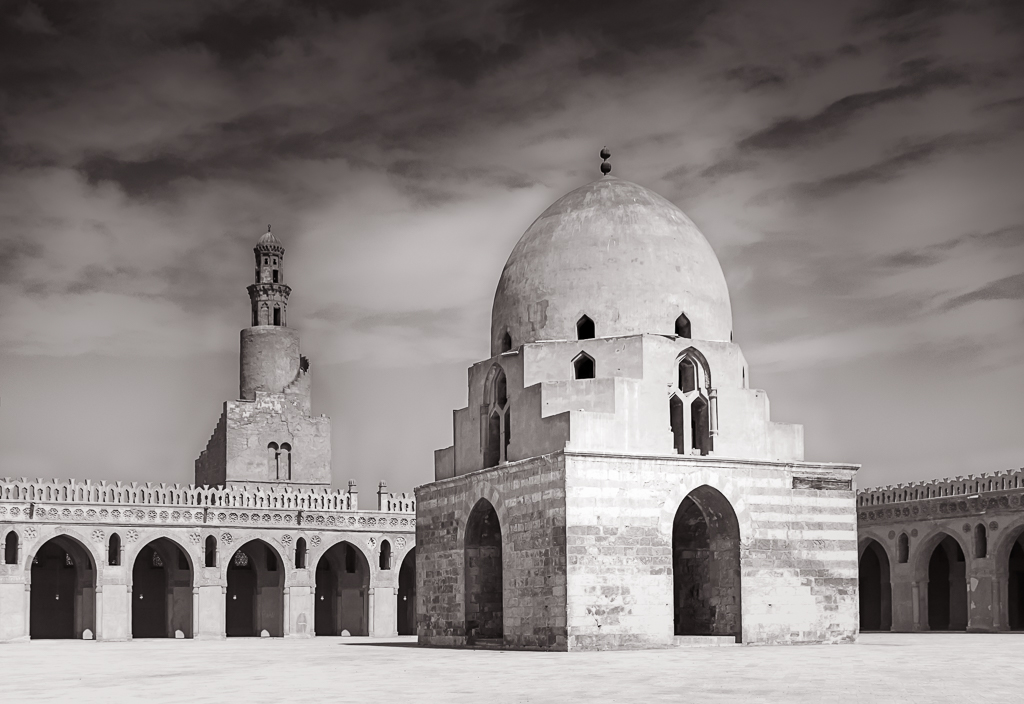
سبيل الوضوء في جامع ابن طولون ، القاهرة، مصر
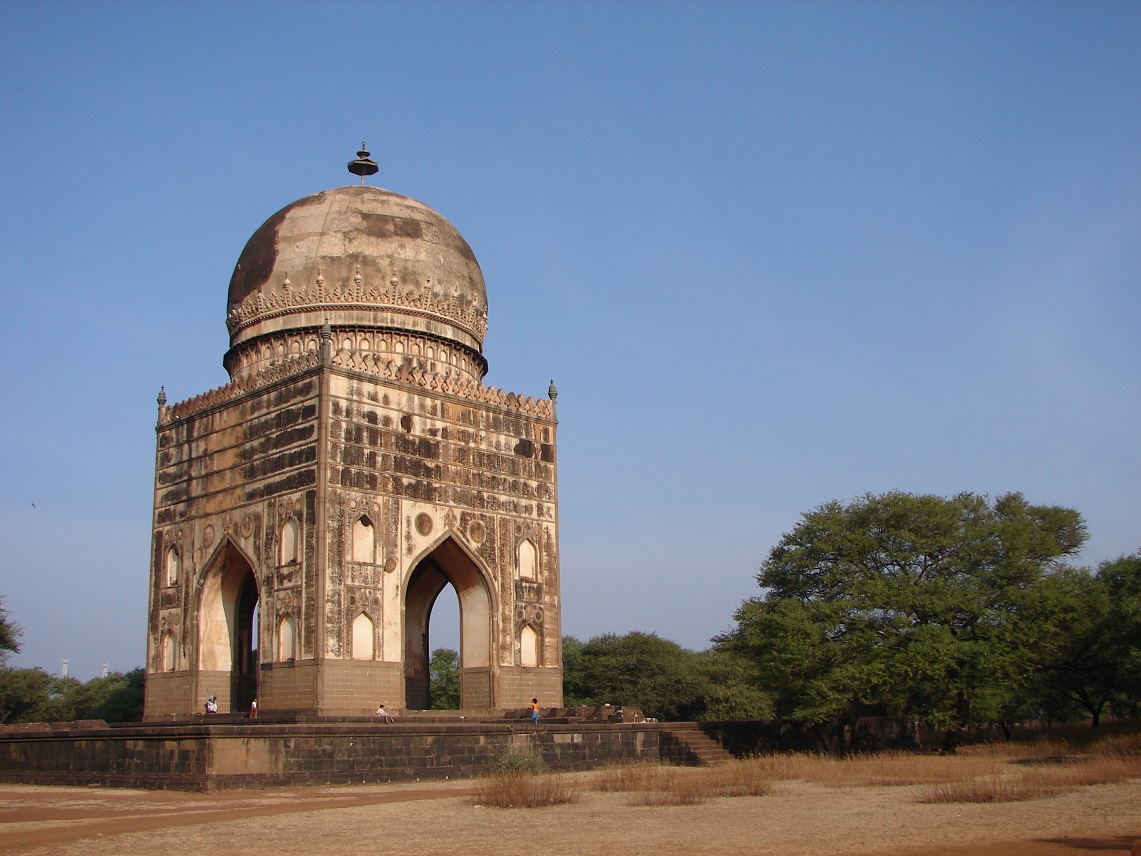
قبر علي بريد شاه [الإنجليزية]، بيدار، الهند
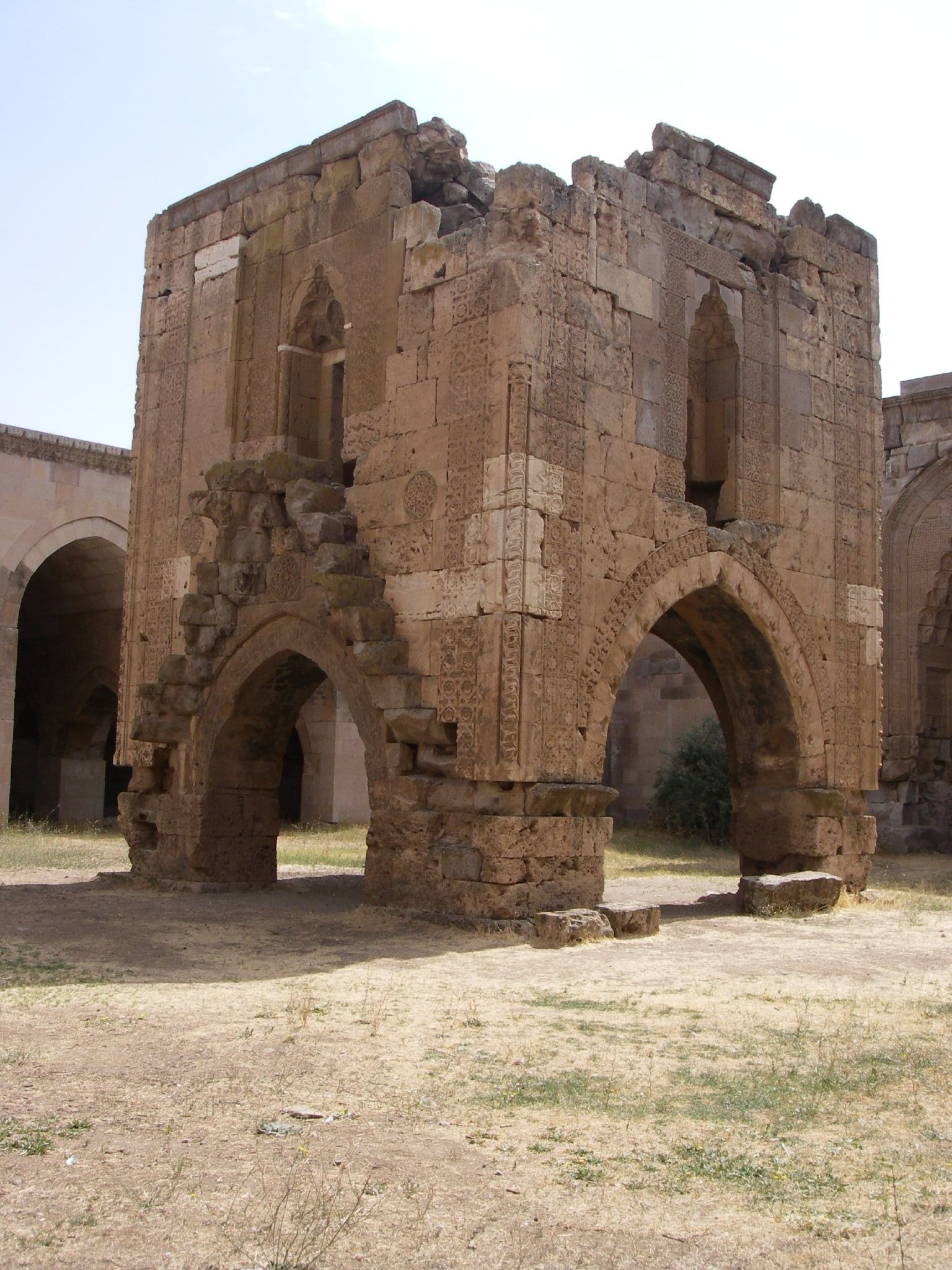
"كشك المسجد" في خان السلطان خان، تركيا (العصر السلجوقي) (طالع أيضًا تيترابيلون)
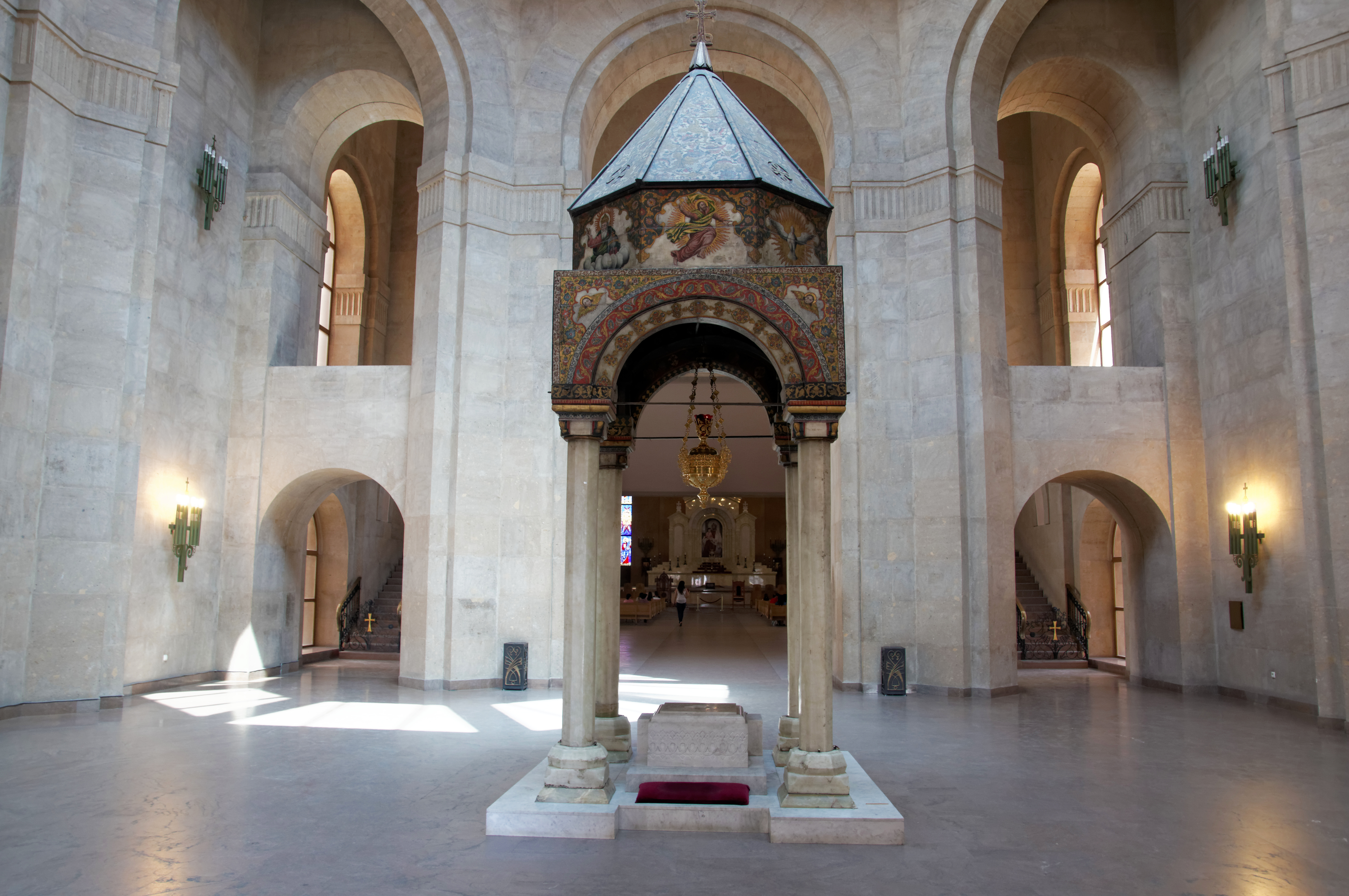
كاتدرائية القديس غريغوريوس المُنير، يريفان، أرمينيا

## العمارة المعاصرة
يقال إن المخطط الرئيس لبرج آزادي ما بعد الحداثة في طهران متأثر بعمارة الجرطقي

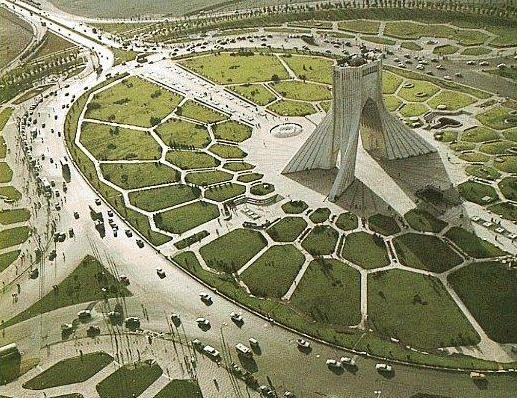
برج آزادي
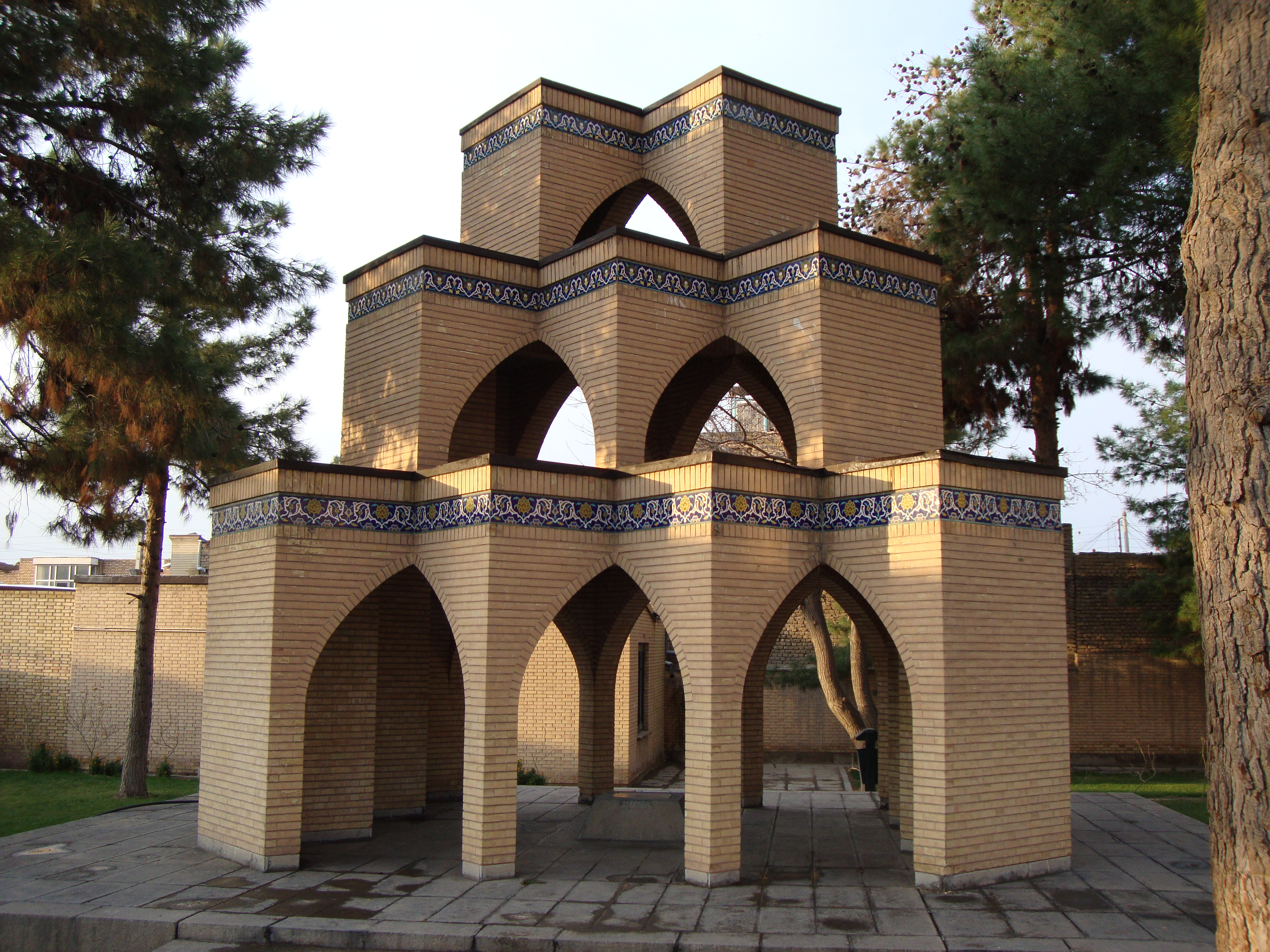
نصب الملا حسين كاشفي، سبزوار ، بني في عام 1974. لقد أدرج التصميم ما بعد الحداثي في العمران
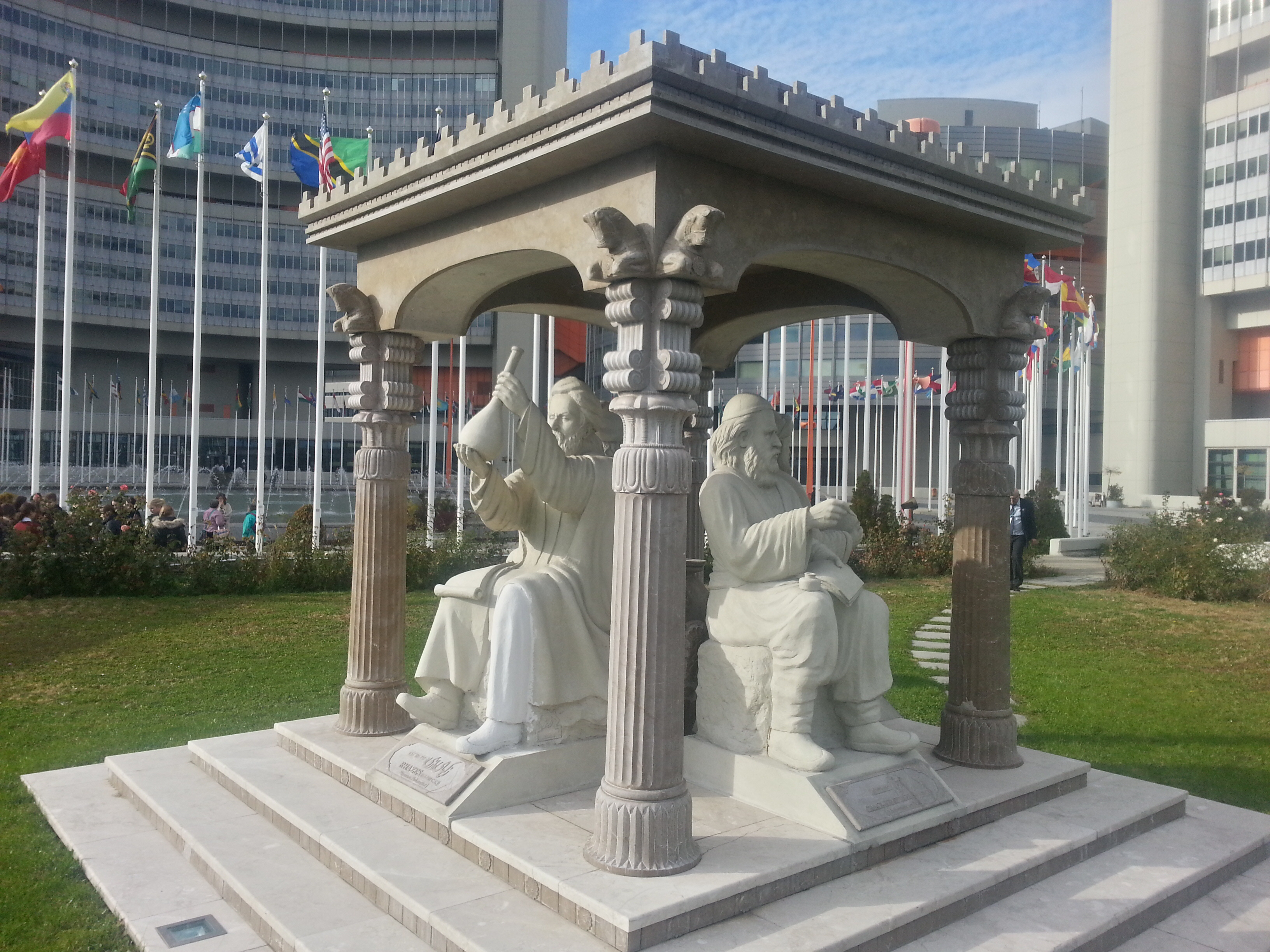
جناح العلماء (شارتاجي العلماء) في فيينا، الجرطقي مع عناصر من عمارة برسيبوليس
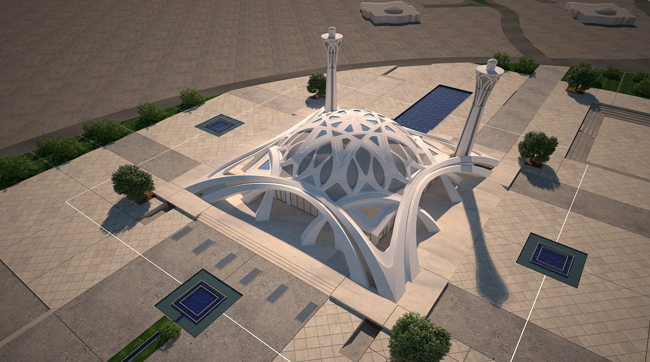
نموذج من العمارة الإسلامية الحديثة - مسجد مركز المؤتمرات الدولي - أصفهان